# Shove It
Shove It è il primo album in studio del gruppo musicale britannico The Cross, il cui leader era Roger Taylor. Risale al 1987.
Sebbene le canzoni all'interno di questo album siano state tutte composte e quasi interamente suonate da Taylor, i restanti componenti della band vennero presentati nel booklet di accompagnamento al disco, come se si trattasse di una vera e propria pubblicazione del gruppo. Il titolo del disco fa riferimento a una frase particolarmente utilizzata da Crystal (Chris) Taylor, assistente di Roger.

## Descrizione
Nel 1987, mentre i Queen si stavano prendendo un periodo di distacco dopo il grandioso successo del Magic Tour, Taylor decise di pubblicare un annuncio su una rivista di musica per costituire una band con cui poter suonare durante le pause con i Queen. A seguito dei provini, il batterista dei Queen scelse il chitarrista Clayton Moss, il bassista Peter Noone e il batterista Joshua Macrae, ai quali aggiunse il tastierista Spike Edney, già collaboratore dei Queen fin dal The Works Tour. Con una band così formata, Taylor avrebbe potuto occuparsi della voce principale e della chitarra solista, dismettendo i consueti panni del batterista. Il disco ha un suono fortemente influenzato dalla batteria elettronica, dai sintetizzatori e dagli strumenti programmati, tutti elementi tipici del periodo, che conferiscono al disco, oggi, un aspetto piuttosto obsoleto.
Cowboys and Indians fu il primo singolo a essere pubblicato, nel settembre 1987, accompagnato da un videoclip diretto da Ralph Ziman. Si tratta inoltre della prima testimonianza video in cui sono raffigurati assieme i cinque elementi della band. Raggiunse la 64ª posizione in Regno Unito
Shove It venne pubblicato come singolo nel gennaio 1988 e raggiunse la 82ª posizione in classifica inglese
Heaven for Everyone fu pubblicato come ultimo singolo tratto dal disco, e raggiunse la posizione numero 83 nelle classifiche inglesi. Questo brano, nella versione UK del disco, ospita Freddie Mercury al microfono, la cui stessa registrazione verrà usata nell'omonimo brano inserito dai Queen in Made in Heaven. Venne registrata anche un'altra versione del pezzo con alla voce principale Roger Taylor e Mercury alle doppie voci, destinata al versione USA dell'album. In origine il brano avrebbe dovuto essere destinato a Joan Armatrading. 
Love Lies Bleeding (She Was a Wicked Wily Waitress) recupera parte delle sonorità più rock e ospita Brian May alla chitarra.
La bonus track The 2nd Shelf Mix è un remix della title track ed è presente esclusivamente sulla versione cd pubblicata in Regno Unito.
Feel the Force si trova esclusivamente nella tracklist americana del disco, mentre in Europa viene relegata a lato b del singolo Shove It

## Tracce
Testi e musiche di Roger Taylor.
Edizione britannica
1. Shove It - 3:28
2. Cowboys and Indians - 5:53
3. Contact - 4:54
4. Heaven for Everyone - 4:54
5. Stand up for Love - 4:22
6. Love on a Tightrope (Like an Animal) - 4:49
7. Love Lies Bleeding (She Was a Wicked, Wily Waitress) - 4:25
8. Rough Justice - 3:22
9. The 2nd Shelf Mix - 5:49 (solo nella versione cd pubblicata nel Regno Unito)

Edizione statunitense
1. Love Lies Bleeding (She Was a Wicked, Wily Waitress) - 4:23
2. Shove It - 3:26
3. Cowboys and Indians - 5:53
4. Contact - 4:50
5. Heaven for Everyone - 5:08
6. Feel the Force - 3:46
7. Stand Up for Love - 4:20
8. Love on a Tightrope (Like an Animal) - 4:49
9. Rough Justice - 3:22

## Formazione
- Roger Taylor - voce, batteria, percussioni, chitarre, basso, tastiere, programmazione
- Freddie Mercury - voce principale (traccia 4 versione UK); voce d'accompagnamento (traccia 5 versione USA)
- Brian May - chitarra (traccia 7 versione UK) (traccia 1 versione USA)
- John Deacon - basso (non specificato in che tracce)
- Spike Edney - tastiere